# Dersau
Dersau est une commune allemande de l'arrondissement de Plön, dans le Land de Schleswig-Holstein.

## Géographie
Dersau se situe à 7 km au sud-oest de Plön, le long du Großer Plöner See. La Bundesstraße 430 traverse la commune.

## Histoire
Dersau appartenait au château d'Ascheberg, se situait sur la route des diligences entre Altona et Kiel. À cette époque, le propriétaire du château était le propriétaire de tous les hêtres et tous les chênes, qu'ils fussent en forêt ou dans un jardin.